# Lluïsa dels Països Baixos
Lluïsa dels Països Baixos, reina de Suècia (La Haia 1829 - Estocolm 1871). Princesa dels Països Baixos de la Casa d'Orange-Nassau amb el tractament d'altesa reial que contragué matrimoni en el si de la casa reial sueca.
Nascuda a la ciutat de La Haia el dia 5 d'agost de l'any 1828 sent filla del príncep Frederic dels Països Baixos i de la princesa Lluïsa de Prússia. Lluïsa era neta per via paterna del rei Guillem I dels Països Baixos i de la princesa Guillemina de Prússia i per via materna del rei Frederic Guillem III de Prússia i de la duquessa Lluïsa de Mecklenburg-Strelitz.
El dia 19 de juny de l'any 1850 contragué matrimoni a Estocolm amb el rei Carles XV de Suècia, fill del rei Òscar I de Suècia i de la duquessa Josepa de Leuchtenberg. La parella tingué dos fills:
- SAR la princesa Lluïsa de Suècia, nada a Estocolm el 1851 i morta al Palau d'Amalienborg el 1926. Es casà amb el rei Frederic VIII de Dinamarca.

- SAR el príncep Carles Òscar de Suècia, duc de Södermanland, nat a Estocolm el 1852 i mort a Estocolm el 1854.

El dia 8 de juny de l'any 1859 esdevingué reina consort de Suècia i de Noruega, ja que el seu espòs, el rei Carles XV de Suècia esdevingué rei del país a causa de la mort del rei Òscar I de Suècia.
Lluïsa dels Països Baixos morí a Estocolm el dia 30 de març de 1871 sense haver pogut donar un descendent al seu espòs a la mort del qual la corona passaria a mans del seu germà, el rei Òscar II de Suècia.
Descendents seus són la reina Margarida II de Dinamarca, el rei Harald V de Noruega, el rei Albert II de Bèlgica, el gran duc Enric I de Luxemburg i el príncep hereu Pau de Grècia.